# Hirundichthys
Los peces voladores del género Hirundichthys son peces marinos de la familia exocoétidos, distribuidos por las aguas superficiales de todos los océanos, el mar Caribe y el mar Mediterráneo.

## Anatomía
Este género tiene el cuerpo alargado y moderadamente fino, con una longitud máxima que oscila ente 18 y 30 cm según la especie; la mandíbula superior no es protusible; la aleta dorsal tiene normalmente el mismo número de radios que la aleta anal.

## Hábitat
Son peces pelágicos oceanódromos, abundantes en aguas superficiales subtropicales, donde viven en cardumen alimentándose de plancton.

## Especies
Existen ocho especies válidas en este género:
- Hirundichthys affinis (Günther, 1866) - Pez volador de cuatro alas o Pez volador golondrina
- Hirundichthys albimaculatus (Fowler, 1934) - Pez volador de mancha blanca
- Hirundichthys coromandelensis (Hornell, 1923) - Pez volador coromandélico
- Hirundichthys ilma (Clarke, 1899)
- Hirundichthys marginatus (Nichols y Breder, 1928) - Pez volador ala-navaja o Pez volador de banda
- Hirundichthys oxycephalus (Bleeker, 1852) - Pez volador casquete
- Hirundichthys rondeletii (Valenciennes en Cuvier y Valenciennes, 1847) - Pez volador de ala negra o Golondrina de mar
- Hirundichthys socotranus (Steindachner, 1902)
- Hirundichthys speculiger (Valenciennes en Cuvier y Valenciennes, 1847) - Pez volador espejo